# Witold Turkiewicz
Witold Turkiewicz (ur. 26 lutego 1926 w Kobryniu, zm. 13 maja 1993 w Poznaniu) – harcerz Szarych Szeregów i żołnierz Armii Krajowej, artysta plastyk zajmujący się szkłem artystycznym, rysunkiem i grafiką.

## Życiorys

### Młodość i wojna
Urodził się w Kobryniu na Polesiu. Pierwsze trzy klasy szkoły powszechnej ukończył w Drohiczynie Poleskim, w którym osiedliła się jego rodzina. Od 1936 uczęszczał do szkoły klasztornej oo. pijarów w Lubieszowie. Do wybuchu II wojny światowej zdołał ukończyć pierwszą klasę gimnazjalną. Wojna zastała go na wakacjach u stryjostwa na Lubelszczyźnie. W latach 1943–1944 podjął działalność konspiracyjną w drużynie harcerskiej Szarych Szeregów, w której pełnił funkcję łącznika w inspektoracie Chełm Lubelski. Został przeszkolony do walki partyzanckiej w lesie. W ramach akcji „Burza” wcielony został do oddziału Armii Krajowej Zygmunta Szumowskiego ps. „Sędzimir”. Brał udział m.in. w likwidacji posterunków żandarmerii niemieckiej w Żółkiewce i w odbiciu więźniów. Walczył do czasu rozformowania oddziału w lipcu 1944. Równolegle z działalnością konspiracyjną pracował na stacji kolejowej Brzeźno jako telegrafista, skąd prowadził obserwacje niemieckich transportów kolejowych na wschód przekazywane później oddziałowi.

### Szkoła, wojsko i studia
W latach 1944–1946 uzupełniał wykształcenie na lekcjach prywatnych w Chełmie Lubelskim (do IV klasy gimnazjum). Przeniósł się potem z rodzicami do Gruty koło Grudziądza. Zatrudnił się w drukarni w Grudziądzu, pracując w introligatorni. Został powołany do służby wojskowej do jednostki marynarki wojennej w Ustce. W czasie odbywania służby wojskowej uczęszczał do Liceum Ogólnokształcącego w Słupsku (początkowo uciekając z koszar, później za zgodą dowództwa).
W 1949 będąc jeszcze w mundurze marynarskim, zdał egzaminy wstępne na Uniwersytet Mikołaja Kopernika w Toruniu na wydział matematyki. Po roku przeniósł się jednak na studia plastyczne do Wrocławia w Państwowej Wyższej Szkole Sztuk Plastycznych. Zdecydował się na naukę na wydziale ceramiki i szkła u prof. Stanisława Dawskiego. Studia te ukończył w 1955. W następnym roku obronił z wyróżnieniem dyplom.

### Praca i twórczość na ziemi kłodzkiej
9 października 1955 ożenił się z Danutą Widajewicz (1930–2014), absolwentką Wydziału Architektury Wnętrz na tej samej uczelni. Od razu po dyplomie został zatrudniony w pracowni projektowej w Hucie Szkła Kryształowego w Stroniu Śląskim. W maju 1957 przyszła na świat córka Joanna. Otrzymał angaż w Zasadniczej Szkole Zawodowej Przemysłu Szklarskiego w Szczytnej i w związku z tym przeniósł się tam z rodziną. Początkowo pracował jako nauczyciel rysunku i projektowania szkła, a w latach 1966–1968 jako dyrektor.
Równocześnie z pracą pedagogiczną projektował szkło i podejmował pierwsze próby obróbki szkła kwasami. W 1968 zrezygnował z pracy w szkole na rzecz posady plastyka powiatowego w Kłodzku. Przeprowadził się tam w 1969 i został zatrudniony jako dyrektor Muzeum Ziemi Kłodzkiej, następnie był dyrektorem Muzeum Filumenistycznego w Bystrzycy Kłodzkiej. Zajmował się wtedy grafiką użytkową (plakaty, foldery, etykiety zapałczane, ilustracje książkowe, exlibrisy) oraz grafiką artystyczną inspirowaną pejzażem ziemi kłodzkiej.

### Działalność artystyczna w Jeleniej Górze
W 1976 pod naciskiem władz zrezygnował z zajmowanego stanowiska. Poświęcił się wyłącznie twórczości artystycznej. Projektował i własnoręcznie tworzył w szkle ołowiowym i wielowarstwowym zainspirowany secesyjnymi dziełami Émile’a Gallé i braci Daum. W tym czasie otrzymał docelowe stypendium Ministra Kultury i Sztuki. Od 1978 tworzył w Jeleniej Górze w domu przy ul. Orlej, dokąd przeprowadził się z rodziną oraz w letnim domu z dużym ogrodem w Karpaczu, otrzymanym w darowiźnie od teściów. Obydwa miejsca pozwoliły na całkowite oddanie się twórczości, eksperymentowanie ze szkłem i rysowanie. Brał udział m.in. w plenerach graficznych w Dreźnie i w plenerach szklarskich w Polanicy-Zdroju. Ostatnie dwadzieścia lat jego życia były okresem obfitującym w indywidualne, polskie i międzynarodowe wystawy.
13 maja 1993 Witold Turkiewicz zmarł w szpitalu w Poznaniu. Został pochowany na Cmentarzu Komunalnym w Karpaczu (sektor E1-1-1).

## Twórczość
Będąc twórcą szkła unikatowego specjalizował się w stylu art nouveau. Jest uznawany za najwybitniejszego polskiego przedstawiciela neosecesji. Studiując w latach 70. technologię wytwarzania szkieł secesyjnych podjął się opracowania oryginalnej metody trawienia szkła warstwowego. Wykonywane przez Turkiewicza prace charakteryzują się subtelną kolorystyką, matowaną fakturą i stylizowaną ornamentyką.
Jego prace można znaleźć w następujących zbiorach:
- Muzeum Narodowe we Wrocławiu,
- Muzeum Mazowieckie w Płocku,
- Zakład Narodowy im. Ossolińskich we Wrocławiu,
- Muzeum Okręgowe w Jeleniej Górze,
- Biuro Wystaw Artystycznych w Wałbrzychu,
- Muzeum w Nysie,
- Zamek Królewski w Warszawie,
- Muzeum Ziemi Kłodzkiej w Kłodzku.

## Odznaczenia
- 1966 – Odznaka 1000-lecia Państwa Polskiego,
- 1974 – Medal 30-lecia Polski Ludowej,
- 1984 – Medal 40-lecia Polski Ludowej,
- 1988 – Krzyż Armii Krajowej,
- 1988 – Medal Wojska z Londynu.

## Nagrody
- 1968 – Nagroda Artystyczna Miasta Kłodzka za grafikę ilustracyjną,
- 1969 – Nagroda Ziemi Kłodzkiej za upowszechnienie kultury,
- 1974 – Medal za Zasługi dla Miasta Kłodzka,
- 1976 – Złoty Medal na I Ogólnopolskim Triennale Szkła w Kłodzku,
- 1978 – wyróżnienie na Quadriennale Sztuki Stosowanej Krajów Socjalistycznych w Erfurcie,
- 1979 – wyróżnienie na Biennale Szkła Unikatowego i Przemysłowego w Katowicach.